# 킨토 솔

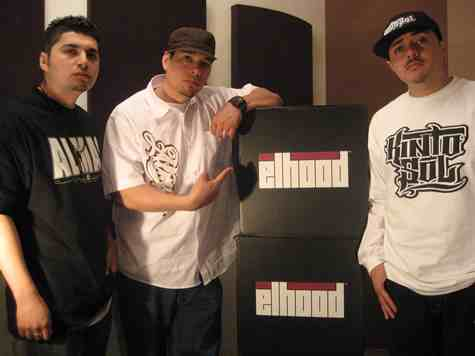
왼쪽에서부터 El Chivo, Skribe, DJ Payback

킨토 솔(Kinto Sol)은 미국 위스콘신주 밀워키에 기반을 둔 라틴 힙합 그룹이다. 이 그룹은 3명의 형제로 구성되어 있다: DJ Payback Garcia (Javier Garcia), El Chivo (Eduardo Garcia), Skribe (Manuel Garcia). 원래 멕시코 과나후아토주 이라무코 출신인 이들은 재정적인 문제로 아주 어린 나이에 미국으로 이주하였다. 주로 스페인어로 랩을 하였고 전통적인 멕시코 음악에 힙합 스타일 비트를 섞어넣음으로써 독특한 소리를 냈다. 이들은 라틴 힙합을 전문으로 하는 자체 인디 레코드 레이블 바이러스 엔터프라이즈(Virus Enterprises LLC)를 보유하고 있다.

## 디스코그래피

### 음반
- Kinto Sol (2000, Virus Enterprises LLC)
- Del Norte Al Sur (2001, Disa)
- Hecho En Mexico (2003, Disa)
- La Sangre Nunca Muere (2005, Disa)
- Los Hijos del Maiz (2007, Univision)
- 15 Rayos (2007, Univision)
- Carcel de Sueños (2009, Machete Music)
- El Último Suspiro (2010, Machete Music)
- Familia, Fe y Patria (2012, Sony Music Latin)
- La Tumba del Alma (2013, Virus Enterprises LLC)
- Protegiendo el Penacho (2015, Virus Enterprises LLC)
- Lo Ke No Se Olvida (2016)
- Somos Once (2017)
- Lengua Universal (2018)
- Oxlajuj (2020 Virus Enterprises LLC